# آدام گلدبرگ
ادام گلدبرگ (انگلیسی: Adam Goldberg؛ زادهٔ ۲۵ اکتبر ۱۹۷۰) یک هنرپیشه اهل ایالات متحده آمریکا است. وی از سال ۱۹۹۰ میلادی تاکنون مشغول فعالیت بوده‌است.
از فیلم‌ها یا برنامه‌های تلویزیونی که وی در آن نقش داشته‌است می‌توان به یک ذهن زیبا، نجات سرباز رایان، زودیاک، دژا وو، زنده بمان، دویدن با شیطان، اد تی‌وی، به سوی خانه ۲، داماد و آموزش برتر اشاره کرد.